# Comté de San Miguel (Colorado)
Pour les articles homonymes, voir Comté de San Miguel.
Le comté de San Miguel est un comté du Colorado. Son chef-lieu est Telluride.
En 1883, le comté est créé par division du comté d'Ouray. Il doit son nom à la rivière San Miguel (en).
Outre Telluride, les municipalités du comté sont Mountain Village, Norwood, Ophir et Sawpit.

## Démographie
| 1890  | 1900  | 1910  | 1920  | 1930  | 1940  |
| ----- | ----- | ----- | ----- | ----- | ----- |
| 2 909 | 5 379 | 4 700 | 5 281 | 2 184 | 3 664 |

| 1950  | 1960  | 1970  | 1980  | 1990  | 2000  |
| ----- | ----- | ----- | ----- | ----- | ----- |
| 2 693 | 2 944 | 1 949 | 3 192 | 3 653 | 6 594 |

| 2010  | - | - | - | - | - |
| ----- | - | - | - | - | - |
| 7 359 | - | - | - | - | - |